# 1-Aminoanthraquinone
La 1-aminoanthraquinone est un composé aromatique de formule brute C14H9NO2. Comme son nom l'indique, c'est un dérivé de l'anthraquinone, substituée par un groupe amine en position 1. C'est l'isomère structurel de la 2-aminoanthraquinone.

## Propriétés
La 1-aminoanthraquinone se présente sous la forme d'un solide cristallin marron foncé, quasiment insoluble dans l'eau. Elle est combustible mais peu inflammable. Les poussières du composés présentent un risque d'explosion sous les conditions :
- la substance est présente sous une forme très finement répartie (poudre, poussière) ;
- la substance est tourbillonnée en quantité suffisante dans l'air ;
- une source d'inflammation est présente (flamme, étincelle, décharge électrostatique, etc.).

Les sources sont contradictoires concernant les risques posés par la 1-aminoanthraquinone ; si pour l'IFA (de) allemande (organisme allemand responsable de la sécurité et de la santé au travail), s'appuyant notamment sur le données du fournisseur Sigma-Aldrich, la substance ne présente aucun risque du point de vue du SGH, l'Agence européenne des produits chimiques (AEPC/ECHA) estime elle qu'elle présente un sérieux risque pour la santé (SGH08) et est très toxique pour la vie aquatique (SGH09).

## Synthèse
Les principales méthodes de synthèse de la 1-aminoanthraquinone sont la réaction de l'acide 1-anthraquinonesulfonique  (2)  avec l'ammoniac, ou la réduction de la 1-nitroanthraquinone (3) par exemple avec du sulfure de sodium ou de l'hydrogénosulfure de sodium, la 1-nitroanthraquinone elle-même étant produite par nitration de l'anthraquinone (1),.
En alternative à la réduction, une substitution du groupe nitro par le groupe amino est également possible, cette réaction étant principalement utilisée dans la production d'amines secondaires.
Une autre méthode de préparation de la 1-aminoanthraquinone implique la construction du squelette de l'anthraquinone à partir de la 5-nitronaphtoquinone : 
La réaction du buta-1,3-diène (1) avec la 5-nitronaphtoquinone (2) par réaction de Diels-Alder donne la 5-nitro-1,4,4a,9a-tétrahydroanthraquinone (3). Cette dernière est ensuite oxydée en 1-nitroanthraquinone (4) dont le groupe nitro est enfin réduit en amine pour donner la 1-aminoanthraquinone (5).

## Utilisations
La 1-aminoanthraquinone est utilisée comme intermédiaire dans la fabrication de composés pharmaceutiques et de colorants anthraquinoniques.
Elle permet notamment de synthétiser l'acide bromaminique (acide 1-amino-4-bromoanthraquinone-2-sulfonique) (6), un autre intermédiaire important dans  la synthèse colorants. Pour cela, la 1-aminoanthraquinone (4) subit d'abord une sulfonation par l'acide sulfurique ou l'acide chlorosulfonique, suivie d'une bromation.
La 1-aminoanthraquinone est parfois aussi directement utilisée comme colorant rouge, sous le nom Diazo Fast Red AL (C.I. 37275).